# Празеодимдизолото
Празеодимдизолото — бинарное неорганическое соединение,
празеодима и золота
с формулой Au2Pr,
кристаллы.

## Получение
- Сплавление стехиометрических количеств чистых веществ:

{\displaystyle {\mathsf {Pr+2Au\ {\xrightarrow {1210^{o}C}}\ Au_{2}Pr}}}

## Физические свойства
Празеодимдизолото образует кристаллы
ромбической сингонии,
пространственная группа I mma,
параметры ячейки a = 0,4872 нм, b = 0,7040 нм, c = 0,8178 нм, Z = 4,
структура типа димедьцерия Cu2Ce
.
Имеется данные о высокотемпературной фазе
тетрагональной сингонии,
пространственная группа P 4/nmm,
параметры ячейки a = 1,60 нм, c = 0,936 нм, Z = 32,
структура типа неодимдизолото Au2Nd
.
Соединение конгруэнтно плавится при температуре 1210°С .
В работе  сообщается, что соединение образуется по перитектической реакции при температуре 1090°С,
а высокотемпературная фаза соответствует соединению Au36Pr17, которое существует в интервале температур 1000÷1180°С.